# Timbo
Timbo (ou Timba) est une petite ville peul de Guinée située non loin de Mamou. Timbo abrite aussi le marché hebdomadaire (Dimanche) des villages voisins comme Cokiya, Afia, Ley falô, Sogotorô, Timbola, Soïdê Seriya, Soïdê Il labê, timbola et tant d'autres.

## Population
En 2016, la localité comptait 14 293 habitants.

## Histoire
Elle fut la capitale politique du Fouta-Djalon au XVIIIe siècle.

Iconographie coloniale.
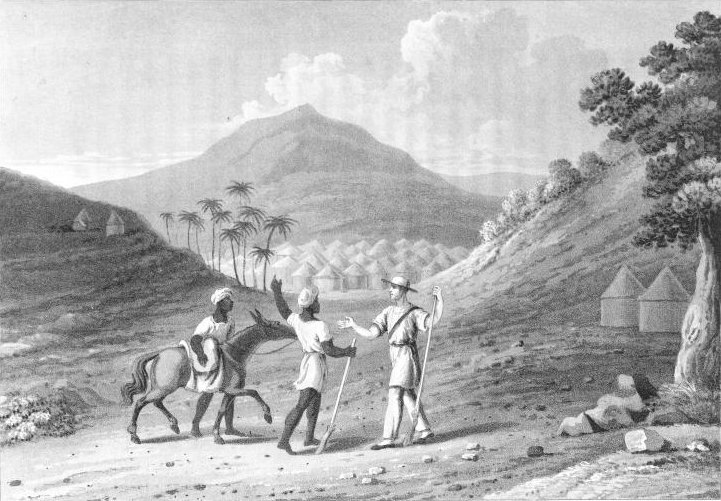
Timbo (gravure, 1818).
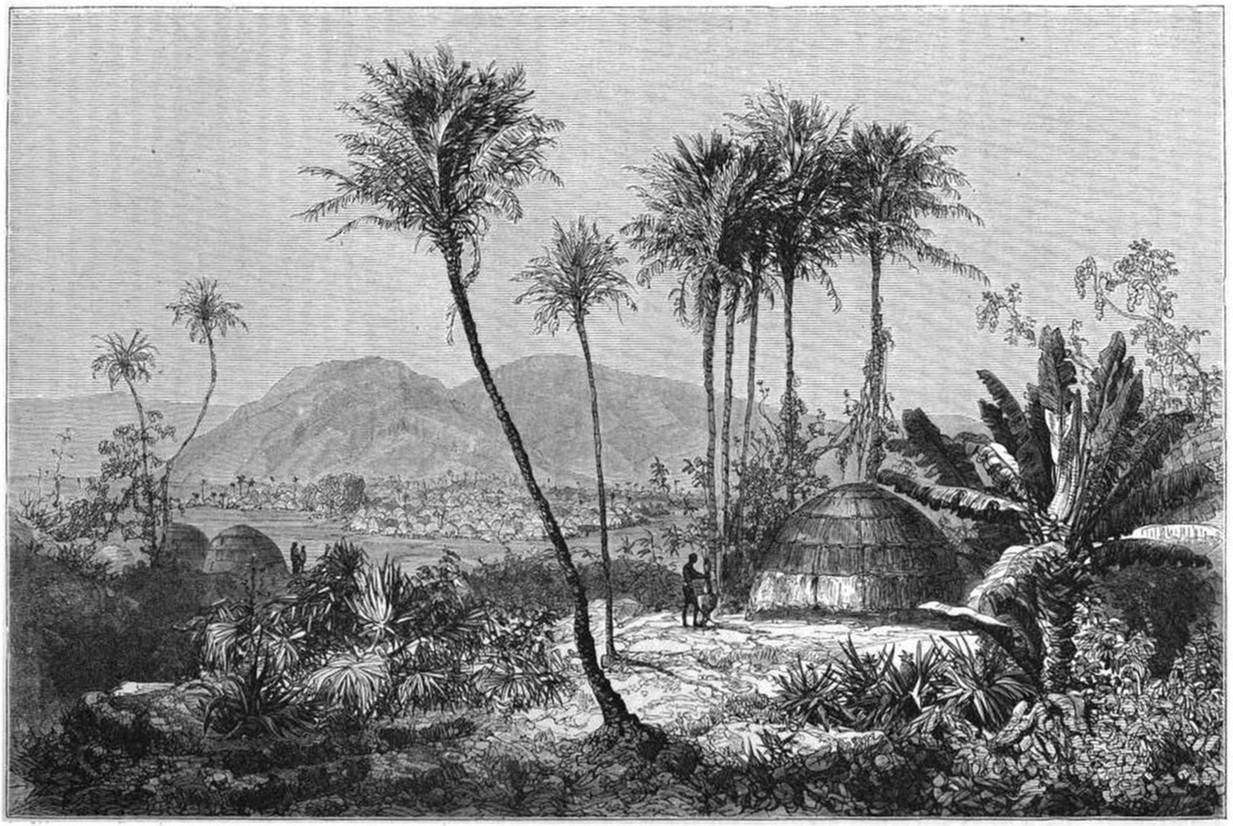
Timbo (gravure, 1861).
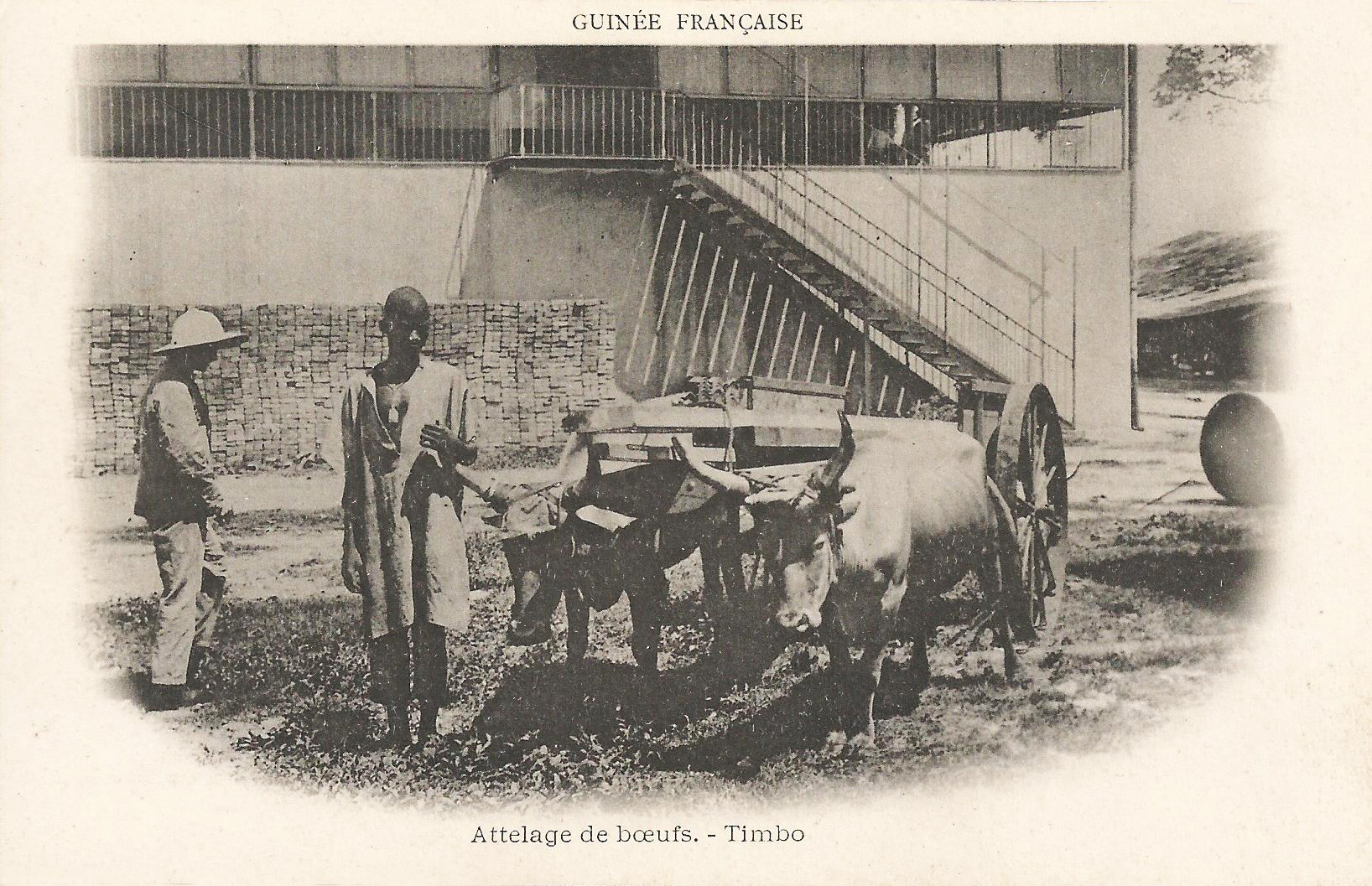
Attelage de bœufs (vers 1904).
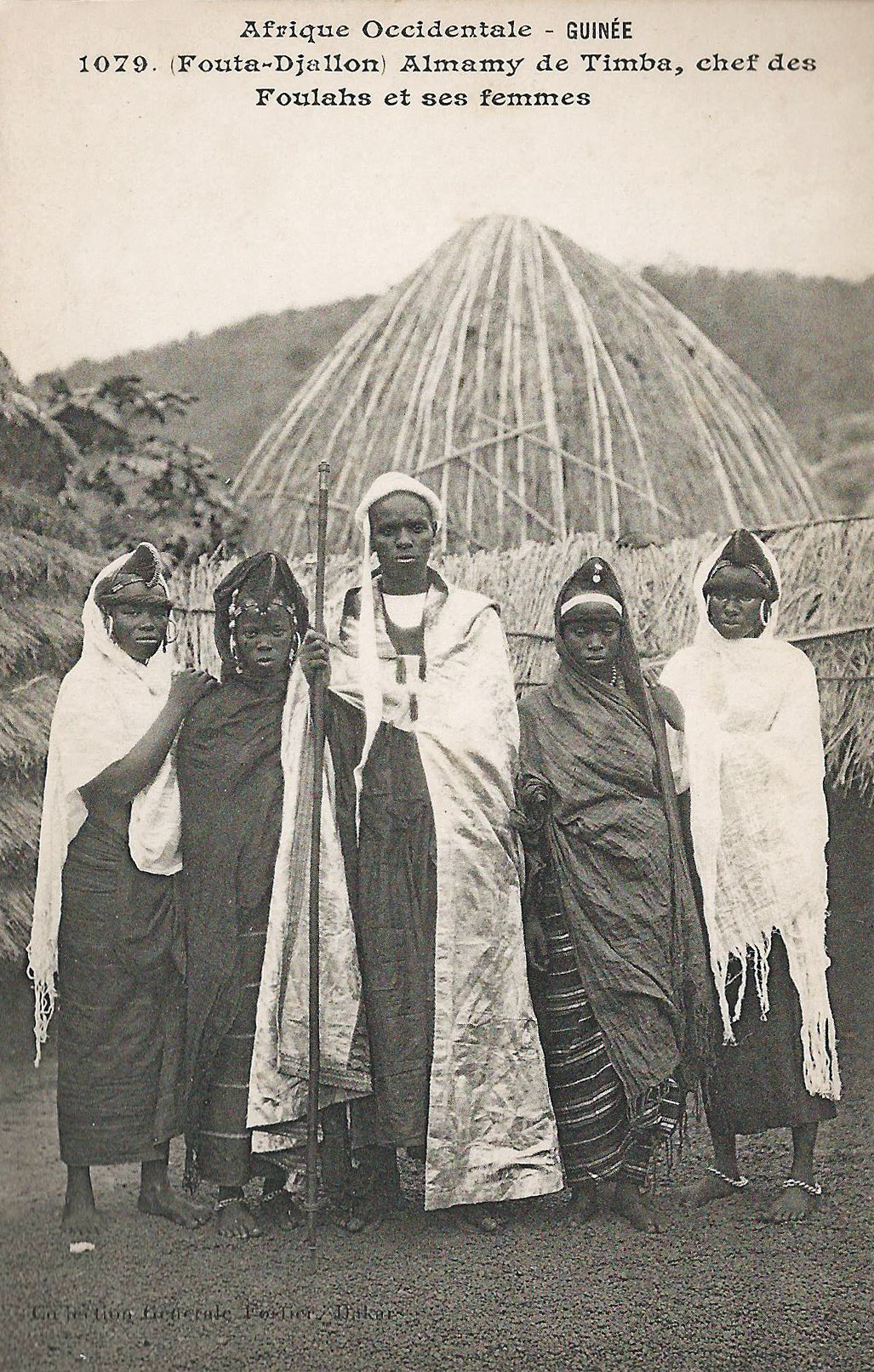
L'Almamy (vers 1905).
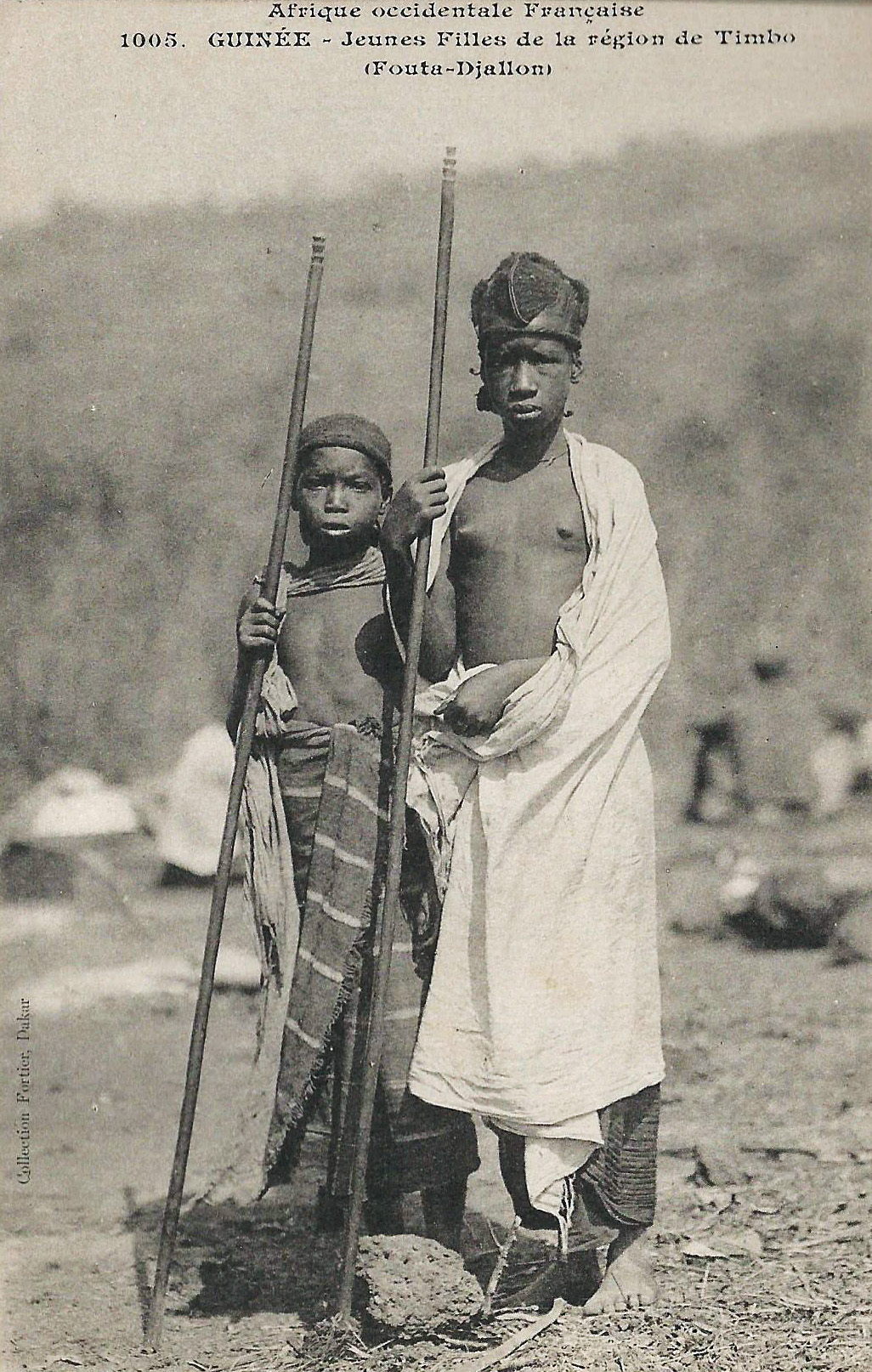
Jeunes filles (vers 1905).

## Évènement
Après la clôture de la troisième édition de la Zihara de Karamoko Alpha, de Almamy Sory Maoudhô et des Tekoun qui s’est tenue du jeudi 15 au vendredi 16 Février 2024 à Timbo, le parti Bloc pour l’Alternance en Guinée (BAG) de Abdoulaye Sadjo Barry a organisé la journée de l’Union en Guinée. Objectif, contribuer davantage à l’union entre les populations guinéennes en général et celles du Foutah en particulier.

## Personnalités liées à la commune
- Abdulrahman Ibrahim Ibn Sori (1762-1829), noble réduit en esclavage aux États-Unis.